# William Scott (acteur)
Pour les articles homonymes, voir Scott et William Scott.
William Scott (né le 1er août 1896 ou 1893 à Minneapolis, mort le 22 août 1967 à Los Angeles) est un acteur américain, actif entre 1912 et 1934.

## Filmographie
- 1912 : A Sad Devil
- 1912 : A Sister's Devotion
- 1913 : A Flag of Two Wars
- 1913 : A Little Hero
- 1913 : A Prisoner of Cabanas
- 1913 : A Wild Ride
- 1913 : Alone in the Jungle
- 1913 : Destiny of the Sea
- 1913 : Movin' Pitchers
- 1914 : A Low Financier
- 1914 : An Embarrassing Predicament
- 1914 : Carmelita's Revenge
- 1914 : Cupid Turns the Tables
- 1914 : Jimmie the Porter
- 1914 : Muff
- 1914 : Red Head and Ma's Suitors
- 1914 : Red Head Introduces Herself
- 1914 : The Mysterious Beauty
- 1914 : The Right to Happiness
- 1914 : The Story of Cupid
- 1914 : The Story of Diana
- 1914 : The Story of Venus
- 1914 : The Taint of Madness
- 1914 : The Tonsorial Leopard Tamer
- 1914 : Two Girls
- 1914 : Which Ham Is Schnappsmeir's?
- 1915 : A Thing or Two in Movies
- 1915 : At the Mask Ball
- 1915 : In the Amazon Jungle
- 1915 : Locked In
- 1915 : Mutiny in the Jungle
- 1915 : She Wanted to Be a Widow
- 1915 : The Come Back of Percy
- 1915 : The Idol of Fate
- 1915 : The Kidnapped Lover
- 1915 : The Print of the Nails
- 1915 : The Run on Percy
- 1915 : The Strenuous Life
- 1916 : Why Love Is Blind
- 1916 : A Man of Sorrow
- 1916 : At Piney Ridge
- 1916 : Out of the Mist
- 1916 : The Hare and the Tortoise
- 1916 : The Test of Chivalry
- 1917 : Bill and the Bearded Lady
- 1917 : Everybody Was Satisfied
- 1917 : Over the Garden Wall
- 1917 : Rescuing Uncle
- 1917 : Romance and Roses
- 1918 : À chacun sa vie
- 1918 : Riders of the Purple Sage de Frank Lloyd
- 1918 : Daniel le conquérant (The City of Purple Dreams) de Colin Campbell
- 1918 : The Still Alarm
- 1918 : True Blue
- 1918 : Her One Mistake
- 1918 : Kultur
- 1918 : The Call of the Soul
- 1918 : The Devil's Wheel
- 1918 : The Forbidden Room
- 1918 : The Scarlet Road
- 1918 : The Strange Woman
- 1919 : Broken Commandments
- 1919 : Chasing Rainbows de Frank Beal
- 1919 : Flames of the Flesh
- 1919 : Le mépris d'une femme
- 1919 : Pitfalls of a Big City
- 1919 : The Divorce Trap
- 1919 : The Price Woman Pays
- 1919 : Thieves
- 1920 : À ton bonheur (Flames of the Flesh) d'Edward LeSaint
- 1920 : A Sister to Salome
- 1920 : Amour d'orientale
- 1920 : Partners of Fate
- 1920 : Rose of Nome
- 1920 : The Devil's Riddle
- 1920 : White Lies
- 1920 : Who's Your Servant?
- 1921 : Une voix dans la nuit (A Voice in the Dark)
- 1921 : Hickville to Broadway
- 1921 : La femme brune
- 1921 : Le cœur de Janette
- 1921 : Maid of the West
- 1921 : While the Devil Laughs
- 1922 : Ah! Quelle douche!
- 1922 : Deserted at the Altar
- 1922 : Only a Shop Girl d'Edward LeSaint
- 1922 : The Fourth Musketeer
- 1923 : Not a Drum Was Heard
- 1923 : His Last Race
- 1923 : Innocence
- 1923 : Yesterday's Wife
- 1924 : Against All Odds
- 1924 : Beyond the Border
- 1924 : Dante's Inferno
- 1924 : The Man Who Played Square
- 1925 : After Business Hours
- 1925 : The Earth Woman
- 1925 : The Great Jewel Robbery
- 1925 : The Light of Western Stars
- 1926 : City of Shadows
- 1926 : The Wolf
- 1927 : Aflame in the Sky
- 1927 : By Whose Hand?
- 1927 : Freckles
- 1927 : Little Mickey Grogan
- 1928 : Smoke Bellew
- 1929 : Daughters of Desire
- 1929 : The Girl Who Wouldn't Wait
- 1929 : Too Many Cooks
- 1931 : Caught Plastered
- 1932 : Hotel Continental
- 1932 : Come on Danger!
- 1932 : Révolte à Sing-Sing
- 1932 : Strangers of the Evening
- 1932 : Voice in the Night
- 1934 : Hell Bent for Love
- 1934 : Name the Woman
- 1934 : Whom the Gods Destroy